# Tannenbergsthal

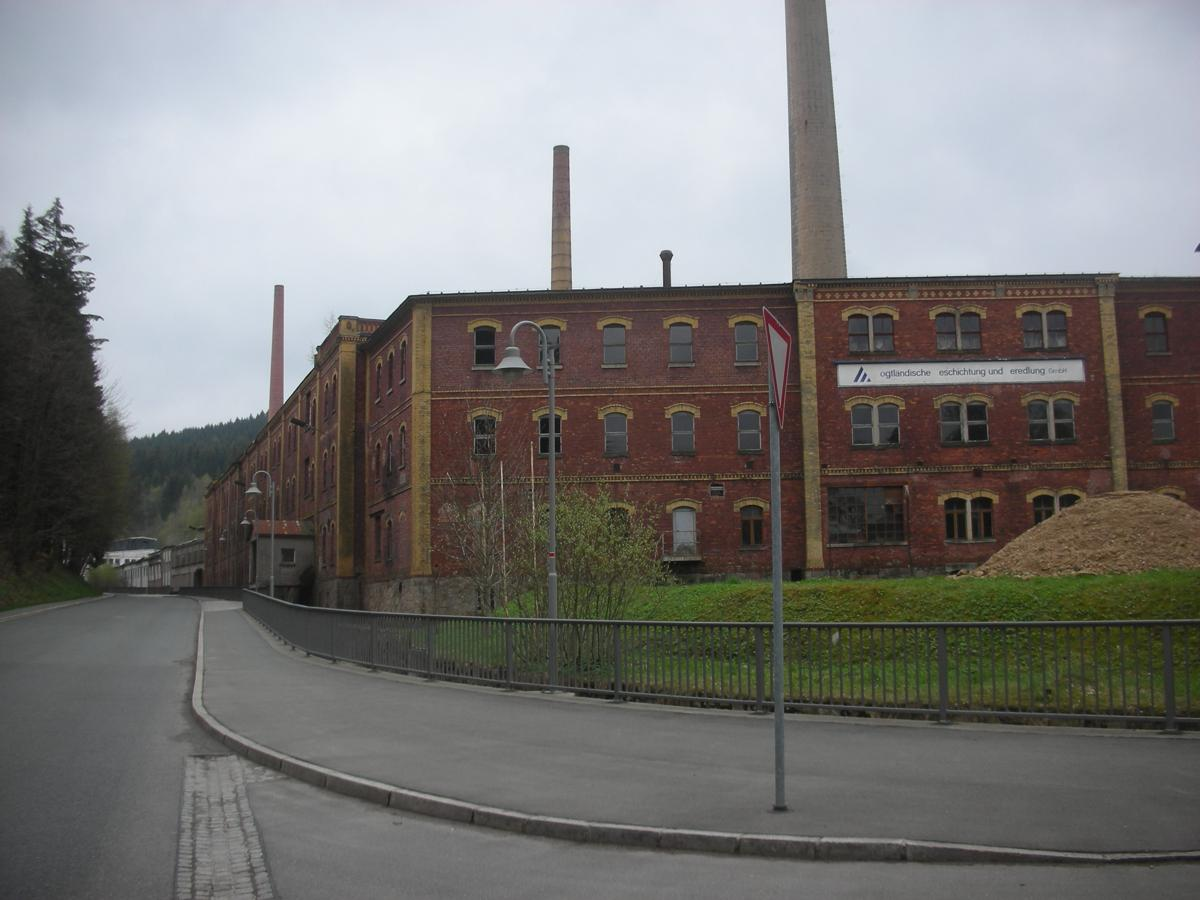
Een fabriek in Tannenbergsthal.

Tannenbergsthal is een plaats en voormalige gemeente in de Duitse deelstaat Saksen, en maakt deel uit van de gemeente Muldenhammer in het district Vogtlandkreis.

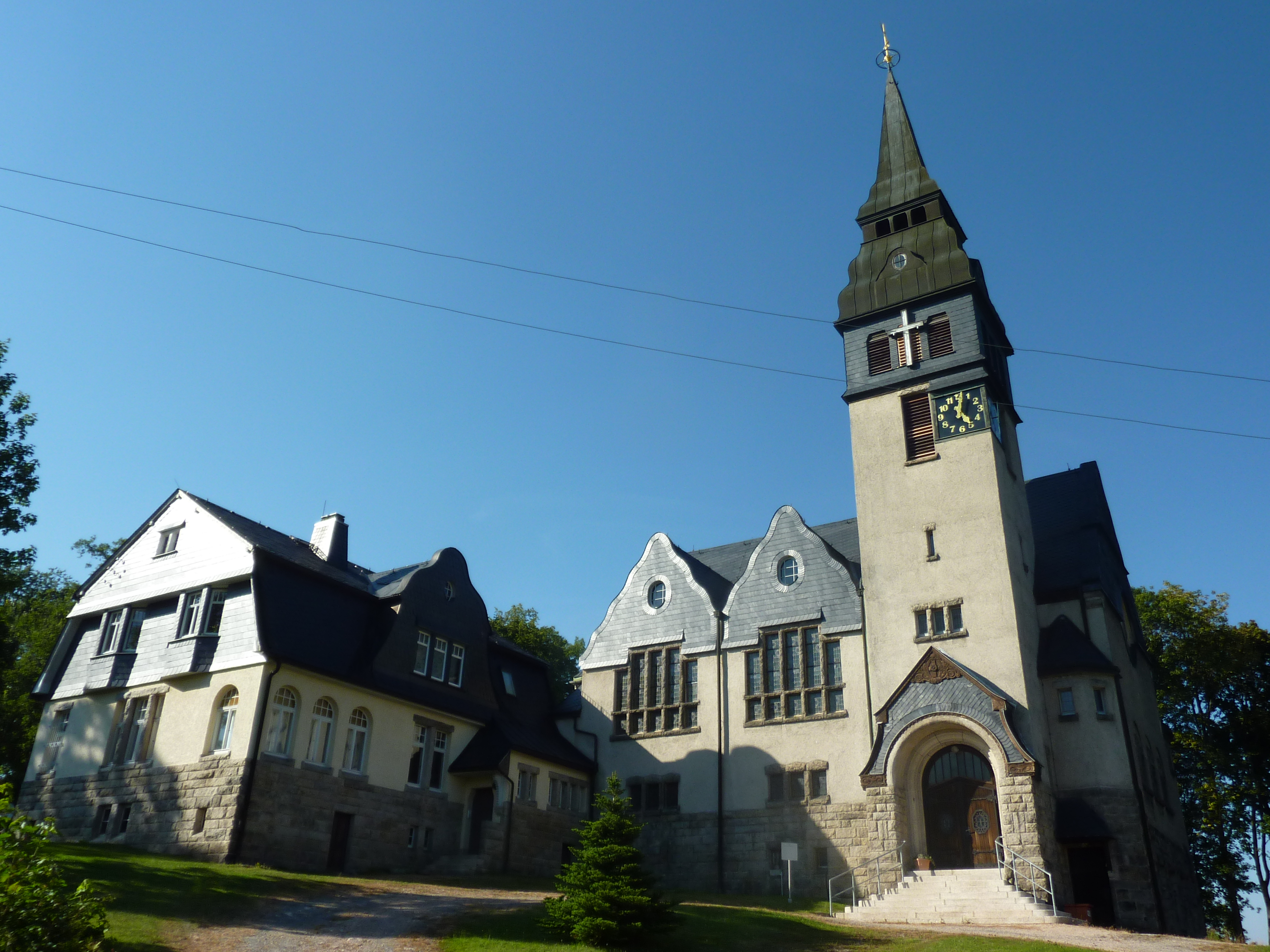
De kerk van Tannenbergsthal